# موزيلا أوروبا
موزيلا أوروبا (بالإنجليزية: Mozilla Europe)‏ هي منظمة غير ربحية تهدف إلى المساعدة في تعزيز ونشر منتجات موزيلا في أوروبا.
تأسست موزيلا أوروبا في 17 فبراير 2004. المنظمة مستقلة عن مؤسسة موزيلا لكنها منتسبة إليها. يقع مقرها المنظمة في باريس.
تدار المنظمة عن طريق مجلس إدارتها ، والذي يتكون من تريستان نيتوت (الرئيس) وبيتر فان دير بيكن وباسكال شيفرل وأكسل هشت وأوليفر ميونير وزبيجنيو برانيكي ، وتمول عن طريق التبرعات.

## وصلات خارجية
- الصفحة الرئيسية لموزيلا أوروبا